# Lidia Zamenhof
Lidia Zamenhof (en esperanto Lidja; Varsòvia, 29 de gener de 1904 - Treblinka, tardor de 1942) va ser una esperantista polonesa, defensora de la fe bahá'í.
Era la filla més jove de Ludwik Lejzer Zamenhof, iniciador de la llengua auxiliar internacional esperanto. Va ser una activa promotora d'aquesta llengua com a eina de comunicació mundial, així com una destacada pacifista i feminista. També va ser defensora de l'homaranisme, una forma d'humanisme religiós que va definir per primera vegada el seu pare. Com a traductora, és coneguda per la seva traducció a l'esperanto de Quo vadis? de Henryk Sienkiewicz. Va ensenyar l'esperanto arreu del món mitjançant el conegut mètode creat pel pastor catòlic romanès Andreo Cseh.
El 1925 va esdevenir membre de la fe bahá'í. El 1937 va anar als Estats Units per ensenyar aquesta religió, així com l'esperanto. El desembre de 1938 va tornar a Polònia, on va continuar ensenyant i traduint molts escrits bahà'ís a l'esperanto. La tardor de 1942 va ser assassinada al camp d'extermini de Treblinka durant l'Holocaust.

## Obres
- Por ke la tagoj de la homaro estu pli lumaj (Perquè els dies de la humanitat siguin més lluminosos). Obres completes originals de Lidja Zamenhof. Flandra Esperanto-Ligo, 2009.

### Traduccions a l'esperanto
- Bahá'u'lláh kaj la Nova Epoko. Extens llibre sobre la Fe Bahaa'i de l'autor escocès John Ebenezer Esslemont
- Libro de Certeco (Llibre de la certesa) de Baha'u'llàh, fundador de la comunitat Bahaa'i
- Parizaj Paroladoj (discursos de París) de `Abdu'l-Bahà
- Iridiono de l'autor clàssic polonès Zygmunt Krasiński
- Noveloj (contes) de Bolesław Prus
- Quo vadis? de Henryk Sienkiewicz